# Arabis pauciflora
Espèce
Synonymes
- Arabis brassica (Leers) Rauschert[2] [3]
- Arabis brassiciformis Wallr.[3]
- Arabis pauciflora (Grimm) Garcke[2] [3]
- Arabis pauciflora[4]
- Arabis rigida Dulac[2] [3]
- Brassica alpina L.[2] [3]
- Caulopsis alpina Fourr.[2] [3]
- Caulopsis pauciflora (Grimm) Á.Löve & D.Löve[2] [3]
- Crucifera pauciflora E.H.L.Krause[2] [3]
- Erysimum alpinum Roth[2] [3]
- Fourraea alpina (L.) Greuter & Burdet[2] [3]
- Fourraea alpina Arabis brassicaeformis Grimm (préféré par NCBI)[4]
- Turritis brassica Leers (préféré par BioLib)[3]
- Turritis pauciflora Grimm[2]

L'Arabette à fleurs peu nombreuses (Arabis pauciflora) est une espèce de plante à fleurs de la famille des Brassicacées.